# Кастро, Хулиан (министр)
Хулиан Кастро (англ. Julian Castro; род. 16 сентября 1974) — американский политик, член Демократической партии, министр жилищного строительства и городского развития США в кабинете Барака Обамы (2014—2017 годы).

## Биография
Родился 16 сентября 1974 года, окончил в Сан-Антонио школу имени Томаса Джефферсона (Thomas Jefferson High School), в 1996 году окончил Стэнфордский университет, позднее получил юридическое образование в Гарвардском университете. В 2001 году начал политическую карьеру, победив на выборах в городской совет Сан-Антонио. В 2005 году принял участие в выборах мэра Сан-Антонио, но проиграл Филу Хардбергеру, и только в 2009 году, предприняв вторую попытку, стал мэром родного города.
Место в городском совете Сан-Антонио не оплачивалось, и Хулиан Кастро до избрания мэром занимался адвокатской практикой, начав с работы в транснациональной юридической фирме Akin Gump Strauss Hauer & Feld.
4 сентября 2012 года, будучи в 37 лет самым молодым среди мэров 50 крупнейших городов мира, выступил с программной речью на Национальном конвенте Демократической партии в городе Шарлотт (Северная Каролина), который провозгласил кандидатом партии на предстоявших президентских выборах действующего президента Барака Обаму.
28 июля 2014 года, принеся присягу, Хулиан Кастро стал 16-м в истории США министром жилищного строительства и городского развития в кабинете Обамы и оставался в должности до завершения полномочий правительства 20 января 2017 года.

### Участие в президентской кампании (2019—2020)
12 января 2019 года официально объявил о вступлении в борьбу за выдвижение его кандидатуры от Демократической партии на президентских выборах 2020 года.
6 января 2020 года, прекратив свою кампанию, поддержал кандидатуру Элизабет Уоррен.

## Семья
У Хулиана Кастро есть брат-близнец Хоакин Кастро, вместе с которым они учились в школе права Гарвардского университета (в 2012 году Хоакин избран в Палату представителей США). Их мать Рози Кастро была политической активисткой, участвовала в движении за гражданские права мексиканцев в США 1960-х годов (так называемое «движение чикано», Chicano Movement), состояла в партии La Raza Unida, в 1971 году предпринимала неудачную попытку избрания в городской совет Сан-Антонио. Отец — учитель математики Джесси Гусман (Jesse Guzman) оставил семью, когда близнецам было восемь лет.
Хулиан Кастро женат на Эрике Лира.